# New Yorker (sieć sklepów)

Logo New Yorker

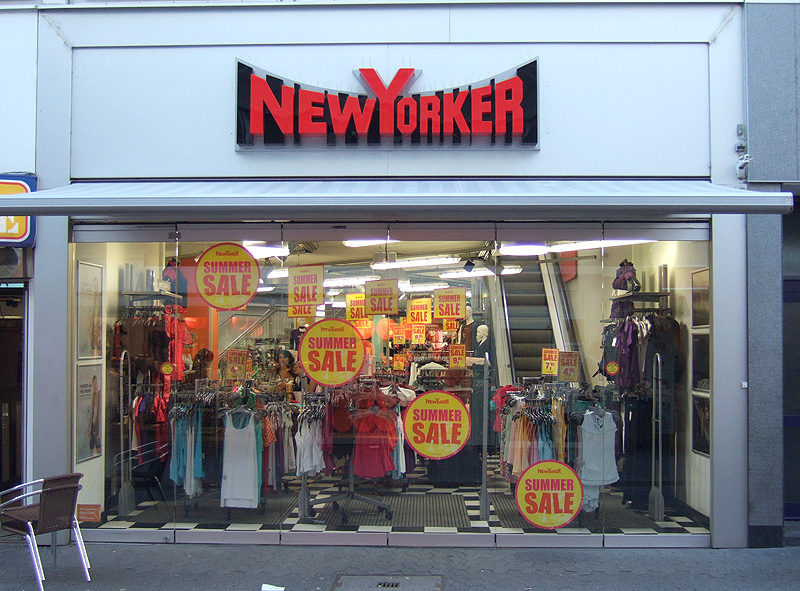
Sklep New Yorker

New Yorker – niemiecka sieć odzieżowa mająca siedzibę w Brunszwiku, której hasłem jest "Dress for the moment".
Pierwszy sklep został otwarty we Flensburgu w Niemczech w 1971 roku, był to początkowo sklep z dżinsami. Obecnie w zarządzie firmy zasiadają Friedrich Knapp, Helene Steiner, Florian Kall oraz Thomas Krecklenberg. Marka New Yorker jest zdobywcą wielu międzynarodowych nagród, między innymi polski Laur Klienta (2009, 2010, 2011, 2012), Enda Award (2010), Retailer-Award (2009), czy London International Award (2008).
Obecnie firma zatrudnia ponad 16 000 osób, posiada ponad 1000 sklepów (stan na maj 2016) w 38 krajach świata (większość krajów europejskich, Rosja, Maroko, Arabia Saudyjska, Zjednoczone Emiraty Arabskie, Katar, Kazachstan, Stany Zjednoczone, Armenia, Azerbejdżan, Gruzja). Sieć sprzedaje marki: Amisu, FB Sister, FSBN, Smog, Athletics, Censored oraz RSQ Beach.